# Typ-65-Torpedo
Der Typ 65 ist ein Torpedo der sowjetischen und später russischen Marine mit nuklearem und konventionellem Gefechtskopf, welcher von U-Booten eingesetzt wird.

## Allgemeines
Der Typ 65 in seiner Version 65-76 Kit (russisch Кит für Wal) mit einem konventionellen Gefechtskopf ist eine Standardwaffe der russischen Unterseeboote gegenüber Überwassereinheiten. Primärziele sind große Kampfschiffe wie Flugzeugträger, die der Torpedo über sein System zur Aufspürung und Verfolgung von Kielwasserströmungen entdecken und angreifen soll. Im Gegensatz zu dem üblichen Standard-Durchmesser von 533 mm handelt es sich um einen vergrößerten Torpedo mit 650 mm Durchmesser, der in dieser Art nur von Russland verwendet wird. Die israelische Dolphin-Klasse ist zwar auch mit 650 mm-Rohren ausgerüstet, aber diese werden vermutlich für nukleare Marschflugkörper verwendet. Der Torpedo gehört zur Standardausrüstung der neueren U-Boote, deren Abschussrohre häufig mit Umrüstschienen versehen sind, um auch die älteren Typ-53-Torpedos nutzen zu können.
Das Russische Militär bestätigte, dass die Modifikation eines solchen Torpedos für den Untergang der Kursk verantwortlich war.

## Varianten
- 65-73: Eingeführt 1973, Länge 9,14 m, ungelenkter Torpedo mit 20-kt-Nukleargefechtskopf.
- 65-76: Kit (Кит – Wal) 1976 eingeführt, gelenkt über Kielwasserortungssensoren.[3]
  - 65-76A (DT): Eingeführt 1991, Länge 11 m, Gewicht 4.500 kg, Gefechtskopf 450 kg, Reichweite 100 km.[4]
  - DST92: Länge 11 m, Gewicht 4.750 kg, Gefechtskopf 557 kg. Der Torpedo bewegt sich auf maximal 20 m Tiefe und funktioniert als Flächen-Absuch-Torpedo, der Zick-Zack-Kurse steuert, um das Kielwasser von Überwasserschiffen zu finden und ihm dann zu folgen.